# Ruta Gedmintas
Ruta Gedmintas (Canterbury, 23 agosto 1983) è un'attrice britannica.
Nota principalmente per i suoi ruoli nelle serie televisive  Lip Service, The Strain e His Dark Materials - Queste oscure materie.

## Biografia
Nata a Canterbury, cresce a Stoccolma e nel Buckinghamshire. I genitori sono di origine lituana. Ha studiato presso il Drama Centre London con Reuven Adiv.
Ruta ha avuto ruoli come guest star nella serie della BBC Waking the Dead ed in Metropolitan Police. I suoi primi ruoli più noti sono quelli di Elizabeth Blount nella serie televisiva I Tudors sul canale Showtime, e di Rachel Harris, un ex-ufficiale di polizia nella serie televisiva Spooks: Code 9. Successivamente lavora in due film indipendenti: L'atleta - Abebe Bikila e Zerosome. Dal 2010 al 2012 è stata la protagonista della serie televisiva della BBC Lip Service, in cui ha interpretato Francesca "Frankie" Alan, una fotografa omosessuale incapace di una vita affettiva stabile. Nel 2011 e nel 2012 ha interpretato nella serie televisiva I Borgia la nobildonna Ursula Bonadeo. Nel 2013 interpreta Olivia Flynn, l'ex fidanzata del protagonista, il dottor Jason Cole (Steven Pasquale) nella serie televisiva Do No Harm. Dal 2014 al 2017 ha interpretato Dutch Velders nella serie televisiva horror prodotta da Guillermo del Toro, The Strain. Nel 2016 prende parte al film inglese A spasso con Bob.

## Filmografia

### Cinema
- The Lost Samaritan, regia di Thomas Jahn (2008)
- Miss Conception, regia di Eric Styles (2008)
- L'atleta - Abebe Bikila (Atletu), regia di Davey Frankel e Rasselas Lakew (2009)
- Prowl, regia di Patrik Syversen (2010)
- Exteriors, regia di Marie Kleivdal Kristiansen e Patrik Syversen (2011)
- You Instead, regia di David Mackenzie (2011)
- Zerosome, regia di Christopher Kublan (2013)
- Help Point, regia di Andrew Margetson – cortometraggio (2014)
- The Incident, regia di Jane Linfoot (2015)
- A spasso con Bob (A Street Cat Named Bob), regia di Roger Spottiswoode (2016)

### Televisione
- Waking the Dead – serie TV, episodi 5x09-5x10 (2005)
- Goldplated – serie TV, episodio 1x07 (2006)
- The Innocence Project – serie TV, 6 episodi (2006-2007)
- I Tudors (The Tudors) – serie TV, episodi 1x01-1x02-1x05 (2007)
- Metropolitan Police (The Bill) – serie TV, episodio 23x80 (2007)
- Spooks: Code 9 – serie TV, 6 episodi (2008)
- Personal Affairs – serie TV, episodi 1x04-1x05 (2009)
- Lip Service – serie TV, 9 episodi (2010-2012)
- I Borgia (The Borgias) – serie TV, 8 episodi (2011-2012)
- Ripper Street – serie TV, episodio 1x08 (2013)
- Do No Harm – serie TV, 13 episodi (2013)
- The Strain – serie TV, 31 episodi (2014-2017)
- His Dark Materials - Queste oscure materie (His Dark Materials) – serie TV, 12 episodi (2019-2022)

## Doppiatrici italiane
Nelle versioni in italiano dei suoi film, Ruta Gedmintas è stata doppiata da:
- Francesca Manicone ne I Tudors
- Claudia Catani in Lip Service
- Elena Canone ne I Borgia (1ª voce)
- Patrizia Mottola ne I Borgia (2ª voce)
- Barbara Salvucci in Do No Harm
- Perla Liberatori in The Strain
- Laura Lenghi in A spasso con Bob
- Francesca Fiorentini in His Dark Materials - Queste oscure materie